# Portola (Kalifornia)
Portola város az USA Kalifornia államában, Plumas megyében. Lakosainak száma 2100 fő (2020. április 1.).

## Népesség
A település népességének változása:

| 2010 | 2 104 |
| 2020 | 2 100 |